# Selección femenina de fútbol sub-20 de China
La selección de fútbol  femenino sub-20 de China representa a China en las competiciones internacionales de fútbol femenino en la categoría.  Su organización está a cargo de la Asociación China de Fútbol perteneciente a la AFC.

## Estadísticas

### Copa Mundial Femenina Sub-20
| 2002  | No clasificó | No clasificó | No clasificó | No clasificó | No clasificó | No clasificó | No clasificó |             |             |
| 2004  | 2º           | 6            | 4            | 0            | 2            | 9            | 6            |             |             |
| 2006  | 2º           | 6            | 4            | 1            | 1            | 10           | 6            |             |             |
| 2008  | 10º          | 3            | 1            | 1            | 1            | 2            | 2            |             |             |
| 2010  | No clasificó | No clasificó | No clasificó | No clasificó | No clasificó | No clasificó | No clasificó |             |             |
| 2012  | 10º          | 3            | 1            | 1            | 1            | 2            | 5            |             |             |
| 2014  | 13º          | 3            | 0            | 2            | 1            | 6            | 9            |             |             |
| 2016  | No clasificó | No clasificó | No clasificó | No clasificó | No clasificó | No clasificó | No clasificó |             |             |
| 2018  | 10º          | 3            | 1            | 1            | 1            | 3            | 4            |             |             |
| 2022  | No clasificó | No clasificó | No clasificó | No clasificó | No clasificó | No clasificó | No clasificó |             |             |
| 2024  | No clasificó | No clasificó | No clasificó | No clasificó | No clasificó | No clasificó | No clasificó |             |             |
| 2026  | Por definir  | Por definir  | Por definir  | Por definir  | Por definir  | Por definir  | Por definir  | Por definir | Por definir |
| Total | 6/10         | 24           | 11           | 6            | 7            | 32           | 32           |             |             |

### Campeonato Sub-19 femenino de la AFC
| Campeonato Sub-19 femenino de la AFC. | Campeonato Sub-19 femenino de la AFC. | Campeonato Sub-19 femenino de la AFC. | Campeonato Sub-19 femenino de la AFC. | Campeonato Sub-19 femenino de la AFC. | Campeonato Sub-19 femenino de la AFC. | Campeonato Sub-19 femenino de la AFC. | Campeonato Sub-19 femenino de la AFC. |
| Año                                   | Resultado                             | J                                     | G                                     | E                                     | P                                     | GF                                    | GC                                    |
| ------------------------------------- | ------------------------------------- | ------------------------------------- | ------------------------------------- | ------------------------------------- | ------------------------------------- | ------------------------------------- | ------------------------------------- |
| 2002                                  | 3º                                    | 5                                     | 3                                     | 2                                     | 0                                     | 37                                    | 2                                     |
| 2004                                  | 2º                                    | 6                                     | 3                                     | 1                                     | 2                                     | 17                                    | 6                                     |
| 2006                                  | 1º                                    | 5                                     | 3                                     | 1                                     | 1                                     | 33                                    | 2                                     |
| 2007                                  | 3º                                    | 5                                     | 3                                     | 1                                     | 1                                     | 10                                    | 5                                     |
| 2009                                  | 4º                                    | 5                                     | 2                                     | 1                                     | 2                                     | 5                                     | 4                                     |
| 2011                                  | 3º                                    | 5                                     | 2                                     | 2                                     | 1                                     | 7                                     | 8                                     |
| 2013                                  | 3º                                    | 5                                     | 2                                     | 2                                     | 1                                     | 14                                    | 6                                     |
| 2015                                  | 4º                                    | 5                                     | 2                                     | 0                                     | 3                                     | 13                                    | 10                                    |
| 2017                                  | 3º                                    | 5                                     | 3                                     | 0                                     | 2                                     | 7                                     | 7                                     |
| 2019                                  | 5º                                    | 3                                     | 1                                     | 0                                     | 2                                     | 7                                     | 5                                     |
| 2024                                  | 5°                                    | 3                                     | 1                                     | 1                                     | 1                                     | 7                                     | 4                                     |
| Total                                 | 11/11                                 | 52                                    | 25                                    | 11                                    | 16                                    | 157                                   | 59                                    |